# Reinhard Leibold
Reinhard Leibold (* 21. Mai 1947 in Würzburg) ist ein ehemaliger deutscher Langstreckenläufer, der seine größten Erfolge im Marathon hatte.

## Leben
1976 war er bei einem Länderkampf zwischen Deutschland, Italien, Frankreich und der Tschechoslowakei in Otrokovice als Neunter bester deutscher Läufer. Im Jahr darauf wurde er Sechster bei den Deutschen Marathon-Meisterschaften in 2:17:15,8 h und mit einer Zeit von 2:19:47,4 h Bayerischer Meister.
Im Jahr darauf verteidigte er seinen bayerischen Titel in 2:16:14,4 h. Bei den Leichtathletik-Europameisterschaften in Prag kam er in 2:16:56,3 h auf den 20. Platz, und im Herbst wurde er in 2:17:29,2 h Deutscher Marathon-Meister.
1979 wurde er erneut Bayerischer Meister, Siebter bei einem Länderkampf zwischen sechs Nationen in Brüssel und Vierter bei den Deutschen Meisterschaften. 1980 gewann er den Essonne-Marathon mit seiner persönlichen Bestzeit von 2:13:24 h, und 1981 wurde er Achter bei den Deutschen Meisterschaften und Fünfter bei den Offenen Dänischen Meisterschaften in 2:18:31 h.
Einem weiteren achten Platz bei den Deutschen Meisterschaften 1982 folgten 1983 jeweils vierte Plätze bei den Deutschen Meisterschaften und beim München-Marathon. Beim Europacup-Marathon kam er auf den 18. Platz. 1984 kam er in seiner zweitbesten Zeit von 2:15:49 h beim Frankfurt-Marathon auf den 13. Platz.
Insgesamt nahm er fünfmal an den Crosslauf-Weltmeisterschaften teil: 1974 in Monza, 1975 in Rabat, 1976 in Chepstow, 1979 in Limerick und 1983 in Gateshead. Seine beste Platzierung war der 37. Rang 1974.
Reinhard Leibold startete für das LAC Quelle. Heute ist er als Seniorenläufer im TSV Thüngersheim aktiv.

## Persönliche Bestzeiten
- 3000 m: 8:00,6 min, 26. April 1975, Waiblingen
- 5000 m: 13:54,6 min, 17. Juni 1975, Prag
- 10.000 m: 28:39,75 min, 27. August 1980, Koblenz
- Marathon: 2:13:24 h, 16. März 1980, Évry
- 3000 m Hindernis: 8:44,0 min, 21. Juli 1973, Berlin